# 고마쓰가와정
고마쓰가와정(小松川町)은 도쿄부 미나미카쓰시카군에 일찍이 존재했던 정이다. 현재의 에도가와구에 속한다.

## 역사
- 1914년 4월 1일 - 아라강이 방수로 설치에 따른 정촌 재편에 의해 고마쓰가와촌, 후나보리촌의 각 방수로 서쪽, 히라이촌의 방수로 이남이 합병해 고마쓰가와정이 신설되었다.
- 1932년 10월 1일 - 미나미카쓰시카군 전역이 도쿄시에 편입해, 고마쓰가와정의 구역은 에도가와구가 되었다.

## 교통

### 철도
- 국철 (→ JR동일본)
  - 소부 본선